# Мельник, Фаина Григорьевна
Фаина Григорьевна Мельник (Велева-Мельник) (9 июня 1945, Бакота, Каменец-Подольская область — 16 декабря 2016, Москва) — советская легкоатлетка (метание диска и толкание ядра), двукратная чемпионка Европы (1971, 1974), олимпийская чемпионка (1972), участница трёх Олимпийских игр, многократная рекордсменка мира, заслуженный мастер спорта СССР (1971).

## Биография

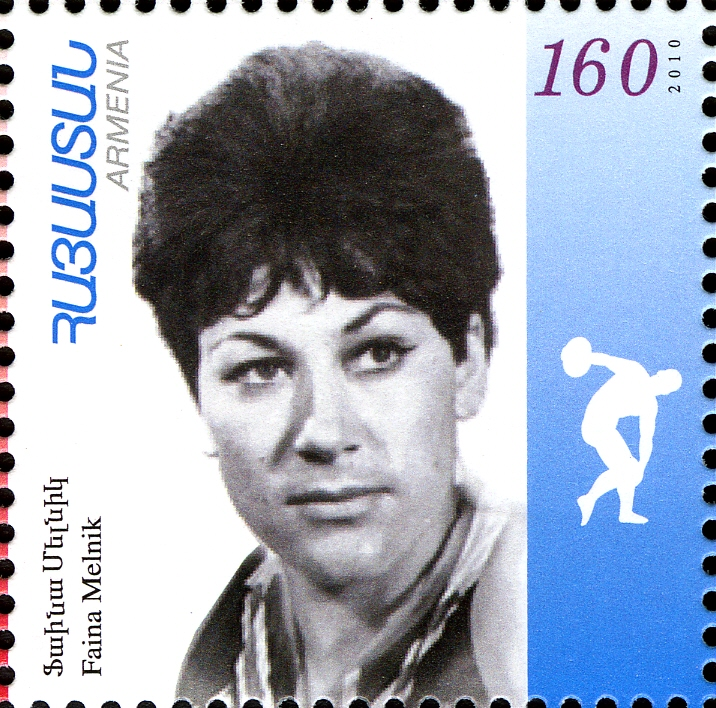
Фаина Мельник на марке Армении 2010 года

Родилась в Бакоте на берегу Днестра. Когда село было затоплено в результате возведения плотины, семья переселилась в Донецкую область, в с. Кучеров Яр в Добропольском районе. В большой спорт пришла относительно поздно — в 25 лет, после учёбы в сельскохозяйственном техникуме и во время учёбы в Московском областном педагогическом институте имени Н. К. Крупской. В 1969 году окончила Армянский государственный институт физической культуры. До этого 5 лет занималась метанием диска. Мельник получила в этой дисциплине звание мастера спорта СССР.
В 1970 году начала тренироваться у экс-чемпиона и рекордсмена СССР Кима Ивановича Буханцова. Уже после нескольких месяцев совместной работы Мельник выдвинулась в число сильнейших метательниц мира. Начав с победы в традиционном матче легкоатлетов СССР—США (её включили в состав второй сборной СССР, но она сумела опередить всех соперниц), Мельник выиграла затем все соревнования, в которых выступала, в том числе и чемпионат СССР.
Выступала за «Севан» (Ереван), затем — «Спартак» (Москва). Чемпионка Европы (1971, 1974 годов), чемпионка СССР (1970, 1972—1977 годов).
Олимпийская чемпионка 1972 года в метании диска — 66,62 метров (олимпийский рекорд). На Олимпийских играх 1976 года была четвёртой в метании диска — 66,40 метров, десятой в толкании ядра — 18,07 метров. На Олимпийских играх в Москве не выполнила квалификационную норму по метанию диска (60 метров) и не попала в финал.
Рекордсменка мира (1971—1972 годов, 1973—1978 годов) по метанию диска. В общей сложности она улучшила рекорд мира в метании диска на 6 м (от 64 до 70 м). Подобного результата не удалось добиться ни одной из метательниц мира за всю историю. В 1987 году Международная ассоциация легкоатлетических федераций при определении лучших легкоатлетов мира признала Фаину Мельник «дискоболкой № 1 всех времен».
После завершения спортивной карьеры окончила Московский медицинский стоматологический институт (1986) и клиническую ординатуру там же по специальности врач-стоматолог. На протяжении двух десятилетий работала в Центральной стоматологической поликлинике МВД России. Одновременно снова вернулась в большой спорт в качестве тренера. Участвовала в подготовке олимпийских чемпионок в толкании ядра Натальи Лисовской и Светланы Кривелёвой.
В 2010 году в Армении была выпущена почтовая марка, посвящённая Фаине Мельник.
В 1970-е годы была замужем за болгарским дискоболом Велко Велевым (род. 1948).
Похоронена на Троекуровском кладбище.

## Награды и звания
- Орден «Знак Почёта» (1971).
- Заслуженный мастер спорта СССР (1971)[8].
- Заслуженный деятель физической культуры и спорта Армянской ССР (1972).
- Член Международного еврейского зала спортивной славы (1984)[9].